# Campeonato Paulista de Futebol de 1966
O Campeonato Paulista de Futebol de 1966 foi a 26.ª edição do campeonato organizado pela Federação Paulista de Futebol que teve o Palmeiras como campeão e o Corinthians como vice.
Toninho Guerreiro, do Santos, foi o artilheiro, com 27 gols.
O título foi praticamente garantido com uma goleada por 5 a 1 sobre o Comercial, em Ribeirão Preto, a duas rodadas do fim do segundo turno. A conquista seria confirmada cinco dias depois, quando o Santos perdeu por 1 a 0 para a Portuguesa, no Pacaembu, e o Palmeiras entrou em campo, no dia seguinte, já como campeão, para enfrentar o São Paulo.
Foi o 15.º título estadual do Palmeiras, que alcançou o Corinthians como maior campeão paulista até então.

## História
O Campeonato Paulista de 1966 foi disputado em pontos corridos, em turno e returno. A competição reuniu 15 clubes das cidades de Bauru, Bragança Paulista, Campinas, Presidente Prudente, Ribeirão Preto, Santos, São José do Rio Preto, Sorocaba e capital do Estado.

### Didi e Garrincha no Paulistão
Didi havia pendurado as chuteiras pelo Botafogo em 1965, mas aceitou o convite para voltar, no ano seguinte, aos 38 anos. Estreou pelo São Paulo num amistoso em Araçatuba, contra o Ferroviário local (vitória por 2 a 0), em 4 de outubro.
O primeiro jogo oficial de Didi com a camisa do Tricolor, pelo Campeonato Paulista, foi uma derrota de 2 a 0 para a Portuguesa, no Pacaembu, em 12 de outubro. Na rodada seguinte, mais um tropeço: vitória do América de Rio Preto por 4 a 3, em pleno Morumbi. Didi foi sacado e só voltaria contra a Portuguesa, em 24 de novembro: outro resultado negativo, 1 a 0. Terminava ali, de forma melancólica (venceu só uma partida em quatro e não marcou um gol sequer), a carreira do "Príncipe Etíope", um dos meias mais clássicos e cerebrais que o Brasil já teve.
Curiosamente, naquele mesmo início de outubro de 1966 em que Didi estreava pelo São Paulo, Garrincha, então com 33 anos, se despedia do rival Corinthians. Foi no dia 9, numa derrota por 3 a 0 para o Santos, pelo Paulistão. Mané havia estreado em 2 de março, no Pacaembu, em outra derrota por 3 a 0, para o Vasco da Gama, pelo Torneio Rio-São Paulo. Garrincha marcou seu primeiro gol pelo alvinegro paulistano contra o Cruzeiro, em 13 de março, na vitória por 2 a 1.
No total, fez dez jogos e marcou dois gols — o segundo, na vitória por 2 a 0 sobre o São Paulo, em 19 de março. Ao contrário de Didi, que era cinco anos mais velho, Garrincha ainda jogaria pelo Flamengo e pelo Olaria, até 1972.

## Campanha do Campeão

### 1º Turno
- 14/08 - Palmeiras 3 X 1 Noroeste
- 17/08 - São Bento 3 X 0 Palmeiras
- 21/08 - Bragantino 0 X 2 Palmeiras
- 25/08 - Palmeiras 3 X 1 Comercial
- 28/08 - Palmeiras 3 X 2 Prudentina
- 31/08 - Juventus 1 X 3 Palmeiras
- 04/09 - Botafogo 1 X 4 Palmeiras
- 08/09 - Palmeiras 3 X 1 Portuguesa
- 11/09 - Palmeiras 2 X 2 Portuguesa Santista
- 14/09 - Palmeiras 1 X 0 Guarani
- 18/09 - América 1 X 2 Palmeiras
- 22/09 - Palmeiras 2 X 2 Santos
- 02/10 - Corinthians 1 X 0 Palmeiras
- 09/10 - São Paulo 2 X 4 Palmeiras

### 2º Turno
- 13/10 - Palmeiras 3 X 0 São Bento
- 16/10 - Palmeiras 6 X 2 Botafogo
- 23/10 - Guarani 0 X 3 Palmeiras
- 03/11 - Juventus 2 X 2 Palmeiras
- 06/11 - Palmeiras 2 X 0 Bragantino
- 13/11 - Palmeiras 2 X 0 América
- 16/11 - Noroeste 2 X 1 Palmeiras
- 23/11 - Santos 2 X 0 Palmeiras
- 27/11 - Portuguesa Santista 1 X 2 Palmeiras
- 30/11 - Prudentina 2 X 3 Palmeiras
- 03/12 - Portuguesa 0 X 1 Palmeiras
- 07/12 - Comercial 1 X 5 Palmeiras
- 11/12 - Palmeiras 0 X 1 Corinthians1
- 15/12 - Palmeiras 3 X 0 São Paulo

↑1  O Palmeiras é campeão antecipado, porque o Santos perdeu no dia seguinte (12 de dezembro) para a Portuguesa de Desportos por 1 a 0.

## Campanha do Palmeiras
Ao longo dos 28 jogos, o Palmeiras somou vinte vitórias, três empates e cinco derrotas, totalizando 43 pontos. O clube terminou o certame com o segundo melhor ataque (65 gols a favor) e a melhor defesa (31 gols contra).

## Jogo do título
O Palmeiras poderia ter-se sagrado campeão caso empatasse com o Corinthians, em seu penúltimo compromisso pelo Campeonato Paulista. Porém, a derrota fez com que a decisão do título fosse adiada para o dia seguinte, quando o Santos foi derrotado pela Portuguesa por 1 a 0 e perdeu a chance de alcançar o Alviverde.
| 11 de dezembro de 1966 | Corinthians       | 1 – 0 | Palmeiras | Pacaembu, São Paulo, SP                                        |
| 16 horas Histórico     | Flávio 35' do 2.º | Ficha |           | Público: 28 880 Renda: Cr$ 68 390 000 Árbitro: Armando Marques |

Corinthians: Marcial, Jair Marinho, Ditão, Clóvis e Édson; Nair e Rivellino; Marcos, Flávio, Tales e Gílson Porto. Técnico: Zezé Moreira.
Palmeiras: Valdir, Djalma Santos, Djalma Dias, Minuca e Ferrari; Zequinha e Ademir da Guia; Gallardo, Ademar Pantera, Servílio e Rinaldo. Técnico: Mário Travaglini.

## Premiação
| Campeão Paulista de 1966 |
| ------------------------ |
| PALMEIRAS (15º título)   |

## Classificação final
| Classificação - Final | Classificação - Final | Classificação - Final | Classificação - Final | Classificação - Final | Classificação - Final | Classificação - Final | Classificação - Final | Classificação - Final | Classificação - Final |
| Time | Time                  | PG                    | J                     | V                     | E                     | D                     | GP                    | GC                    | SG                    |
| --- | --------------------- | --------------------- | --------------------- | --------------------- | --------------------- | --------------------- | --------------------- | --------------------- | --------------------- |
| 1 | Palmeiras             | 43                    | 28                    | 20                    | 3                     | 5                     | 65                    | 31                    | 34                    |
| 2 | Corinthians           | 39                    | 28                    | 17                    | 5                     | 6                     | 57                    | 33                    | 24                    |
| 3 | Santos                | 38                    | 28                    | 16                    | 6                     | 6                     | 70                    | 42                    | 28                    |
| 4 | Comercial             | 34                    | 28                    | 13                    | 8                     | 7                     | 58                    | 47                    | 11                    |
| 5 | São Paulo             | 34                    | 28                    | 12                    | 10                    | 6                     | 45                    | 35                    | 10                    |
| 6 | Portuguesa            | 28                    | 28                    | 12                    | 4                     | 12                    | 45                    | 44                    | 1                     |
| 7 | Botafogo              | 27                    | 28                    | 11                    | 5                     | 12                    | 53                    | 65                    | -12                   |
| 8 | Prudentina            | 26                    | 28                    | 10                    | 6                     | 12                    | 46                    | 46                    | 0                     |
| 9 | Portuguesa Santista   | 25                    | 28                    | 7                     | 11                    | 10                    | 34                    | 41                    | -7                    |
| 10 | São Bento             | 25                    | 28                    | 8                     | 9                     | 11                    | 38                    | 44                    | -6                    |
| 11 | América               | 22                    | 28                    | 11                    | 0                     | 17                    | 49                    | 57                    | -8                    |
| 12 | Juventus              | 22                    | 28                    | 7                     | 8                     | 13                    | 26                    | 44                    | -18                   |
| 13 | Guarani*              | 21                    | 28                    | 9                     | 3                     | 16                    | 34                    | 43                    | -9                    |
| 14 | Noroeste*             | 21                    | 28                    | 7                     | 7                     | 14                    | 33                    | 57                    | -24                   |
| 15 | Bragantino            | 15                    | 28                    | 7                     | 1                     | 20                    | 36                    | 60                    | -24                   |
| PG - Pontos Ganhos; J - Jogos; V - Vitórias; E - Empates; D - Derrotas; GP - Gols Pró; GC - Gols Contra; SG - Saldo de Gols |                       |                       |                       |                       |                       |                       |                       |                       |                       |

|  |         |
|  | Campeão |

|  |           |
|  | Rebaixado |

*Empatados em pontos, Guarani e Noroeste disputaram um "rebolo", em 22 de dezembro, no Pacaembu. Em caso de empate, haveria uma prorrogação de trinta minutos e, persistindo a igualdade, a Federação Paulista marcaria uma segunda partida. O Guarani venceu por 3 a 1, de virada, e o Noroeste foi rebaixado, após passar treze anos na primeira divisão.